# Uljaste (Lüganuse)
Uljaste is een plaats in de Estlandse gemeente Lüganuse, provincie Ida-Virumaa. De plaats heeft de status van dorp (Estisch: küla).
Tot in 2017 lag Uljaste in de gemeente Sonda. In dat jaar werd die gemeente bij de gemeente Lüganuse gevoegd.

## Bevolking
De ontwikkeling van het aantal inwoners blijkt uit het volgende staatje:
| Jaar            | 2000 | 2011 | 2017 | 2019 | 2020 | 2021 |
| --------------- | ---- | ---- | ---- | ---- | ---- | ---- |
| Aantal inwoners | 24   | 0    | 6    | 4    | < 4  | < 4  |